# Az alvilág pápája
Az alvilág pápája (eredeti cím: The Pope of Greenwich Village) 1984-es amerikai filmdráma Mickey Rourke, Eric Roberts, Daryl Hannah, Geraldine Page, Kenneth McMillan és Burt Young szereplésével. Page Oscar-díj jelölést kapott mint a legjobb mellékszereplő a filmben nyújtott szerepléséért. A filmet Vincent Patrick novellája alapján, Stuart Rosenberg rendező forgatta.

## Cselekmény
A "Kis Itália" ("Little Italy") nevű New York-i negyedben Charlie-nak (Mickey Rourke) és unokaöccsének Paulie-nak (Eric Roberts) nem igazán van szerencséjük. Charlie nyugodt, de Paulie idióta viselkedése állandóan bajt hoz rájuk. Paulie kitalálja, hogy rabolják ki egy kis cég páncélszekrényét. Egy kasszafúró-szakértővel együtt elindulnak a nagy rablásra. 
A 150 ezer dollár, amit szereznek, valójában a bandafőnöké, Bedbug Eddie-é, amivel a rendőrséget szándékozott lefizetni. A banda csak a kasszafúró nevét tudja, de mindent elkövetnek, hogy kiderítsék, ki volt még benne.

## Szereplők
| Színész          | Szerep           | Magyar hang    | Magyar hang        |
| Színész          | Szerep           | 1. szinkron    | 2. szinkron (2006) |
| ---------------- | ---------------- | -------------- | ------------------ |
| Eric Roberts     | Paulie           | Kerekes József | Breyer Zoltán      |
| Mickey Rourke    | Charlie          | Jakab Csaba    | Tarján Péter       |
| Daryl Hannah     | Diane            | Spilák Klára   | Dudás Eszter       |
| Geraldine Page   | Mrs. Ritter      | Gyimesi Pálma  | Molnár Zsuzsa      |
| Kenneth McMillan | Barney           | Simon György   | Breyer László      |
| Tony Musante     | Pete             | Varga Tamás    | Kiss Csaba         |
| M. Emmet Walsh   | Burns            | Barbinek Péter | Pálfai Péter       |
| Burt Young       | Bed Bug Eddie    | Huszár László  | Vári Attila        |
| Jack Kehoe       | Bunky            |                |                    |
| Philip Bosco     | Paulie apja      |                |                    |
| Val Avery        | Nunzi            |                |                    |
| Joe Grifasi      | Jimmy a sajtárus |                |                    |
| Anna Thomson     | kicsi Dot        |                |                    |

## Kulturális hatás
A film a Smoking Popes nevű amerikai együttesnek adta az ihletet az együttes nevére.[forrás?]